# Гавриленко, Виктор Фёдорович
Виктор Фёдорович Гавриленко — советский хозяйственный, государственный и политический деятель.

## Биография
Родился в 1931 году. Член КПСС.
С 1955 года — на хозяйственной, общественной и политической работе. В 1955—1992 гг. — учитель, завуч средней школы № 28 станицы Сергиевская, секретарь Кореновского райкома ВЛКСМ, первый секретарь Краснодарского крайкома ВЛКСМ, на советской и партийной работе в Краснодарском крае, заведующий отделом партийных органов Краснодарского крайкома КПСС, председатель Краснодарского краевого Совета профсоюзов, первый секретарь Сочинского горкома КПСС, на партийной работе в Краснодарском крае.
Избирался депутатом Верховного Совета РСФСР 9-го и 10-го созывов. Делегат XXII и XXVI съездов КПСС.
Умер в Краснодаре в 2002 году.